# Arie Bieshaar
Adrianus Gerardus "Arie" Bieshaar, född 15 mars 1899 i Amsterdam, död 21 januari 1965 i Haarlem, var en nederländsk fotbollsspelare.
Bieshaar blev olympisk bronsmedaljör i fotboll vid sommarspelen 1920 i Antwerpen.